# Gérôme exécutant Les Gladiateurs. Monument à Gérôme
Gérôme exécutant Les Gladiateurs. Monument à Gérôme est un groupe de sculptures en bronze de Jean-Léon Gérôme et d'Aimé Morot.
Réalisé entre 1878 et 1909, il mesure 3,6 × 1,82 × 1,70 m. Il est conservé au musée d'Orsay, à Paris.

## Collaboration

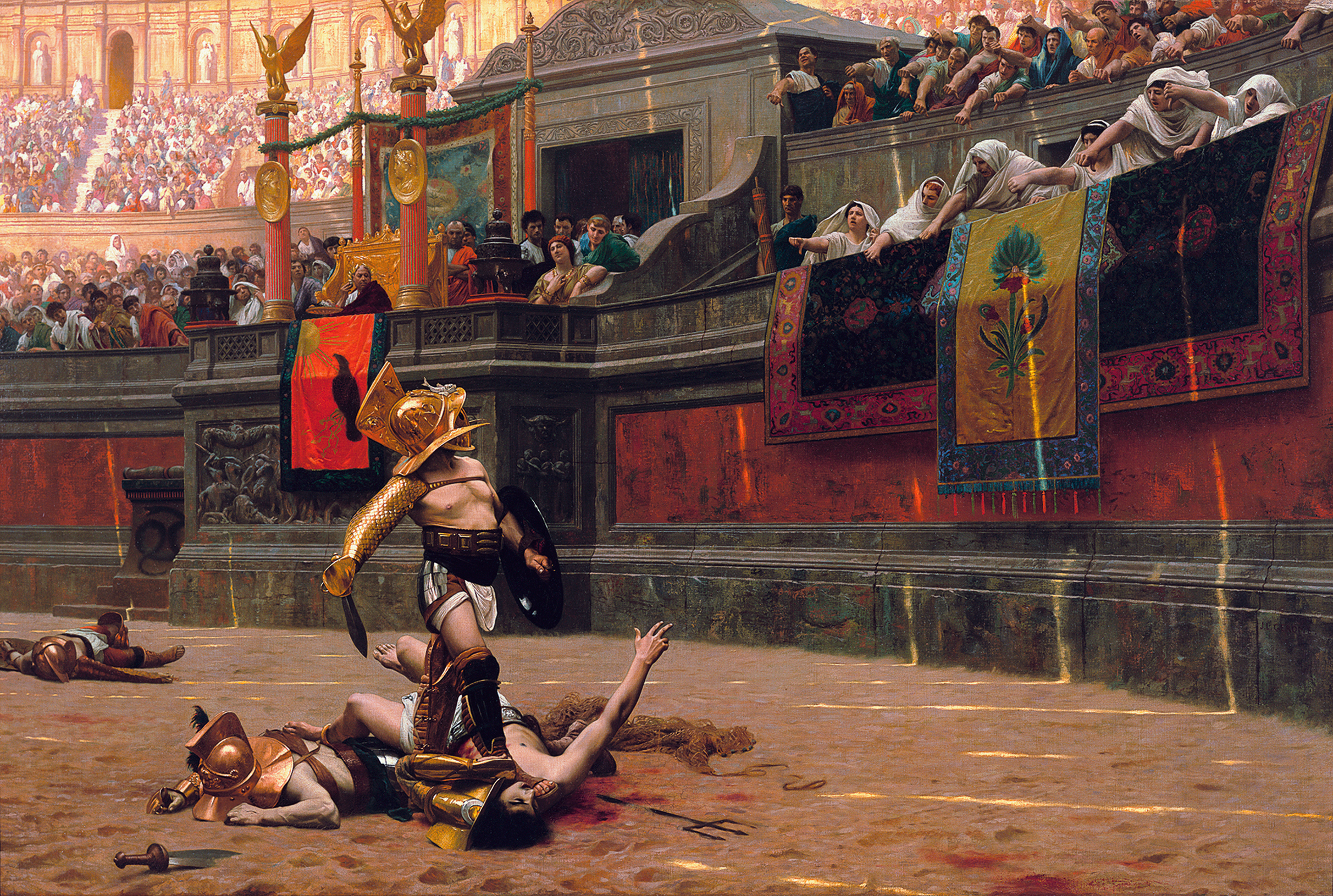
Pollice verso au Phoenix Art Museum.

On doit la première partie du groupe statuaire à Jean-Léon Gérôme, qui la fait réaliser en 1878 par Eugène Gonon grâce à la technique de fonte à la cire perdue. Le groupe des Gladiateurs fait référence à son célèbre tableau Pollice verso.
Le Service d'achat aux artistes vivants commande en 1905 à Aimé Morot, gendre du peintre, une sculpture dédiée à Gérôme pour l’établir comme monument commémoratif dans le Jardin de l'Infante du Louvre. Aimé Morot choisit de rendre hommage à son beau-père en le représentant dans une scène réaliste de travail, c’est-à-dire dans son habit de travail, avec ses outils et sculptant ses Gladiateurs, qu'il ajoute alors au sujet original.
Le bronze est exécuté en 1909 par Adrien-Aurélien Hébrard, grâce à la technique de fonte à la cire perdue.

## Inscriptions

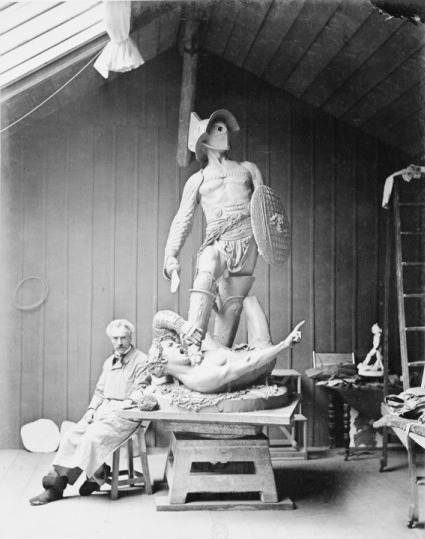
Photo des gladiateurs avant l'intervention de Morot.

Deux signatures figurent au dos des Gladiateurs : « J.L. Gérôme » et « Fonte à cire perdue par E. Gonon 1878 » et deux autres signatures sur la plinthe inférieure à l'arrière : « Aimé Morot » et « Fonte à cire perdue A.A. Hébrard ».

## Historique
Après son acquisition par les services d’achat aux artistes vivants et son attribution au musée du Louvre, la sculpture part dans les dépôts de l’État vers 1967, puis, de 1971 à 1980, au fort militaire du Mont-Valérien. Le groupe est finalement affecté au musée d'Orsay en 1980. Il est restauré en 1981 à la Fondation de Coubertin à Saint-Rémy-lès-Chevreuse.
Il est depuis exposé au niveau médian, sur la terrasse Seine du musée.